# Asobius
asobius（アソビウス）は日本のロックバンド。UK.PROJECT傘下のRX-RECORDS所属。

## 概要
- 2011年10月、甲斐一斗 (Vo.) が中心となり、海北真 (Ba.)、髙橋真作 (Gt.)、宮下孝太 (Dr.) と元メンバー (Gt.) の5人で結成。2012年夏頃、元メンバー (Gt.) の脱退に伴い杉本広太 (Gt.) が加入。2015年3月、Dr.宮下が脱退し、同4月、新メンバーとして石川直吉 (Dr.) が加入。2016年8月、Gt.杉本が脱退。以後、４人体制で活動を続けてきたが、2017年12月、Vo.甲斐を除く3人のメンバーが脱退し事実上の解散となるも、Vo.甲斐の 『asobius』 という名前を残したいという思いにより、活動を継続していく事となる。
  - Vo.甲斐が、共通の友人のいるBa.海北に声をかけ、コミュニティーサイトでのバンドメンバー募集の呼びかけによりGt.髙橋が加入し、髙橋の友人であるDr.宮下と元メンバー、のちにGt.杉本が加入した[1]。
  - 2015年3月5日、Dr.宮下の脱退に伴い、Gt.髙橋の友人である石川直吉にサポートメンバーとしての加入を依頼。サポートドラムとして6 回のライブを経た後、同4月14日、正式メンバーとなる[2]。
- バンド名は、楽曲が英詞なので[注 1]、英語のバンド名だと海外で被ったり埋もれたりするのではとの懸念から、日本語である 『asobi （遊び）』 の後ろに響きとして気に入った 『us』 を付けた[1]。
- 作詞は主にVo.甲斐が手掛けている[注 2]。
- 作曲は、Vo.甲斐の作ったデモをもとにメンバー全員でセッションを行い仕上げていく[3][注 3]。
- アコースティック編成での演奏の時は、通称として 『acobius』（アコビウス） と呼んでいる[4]。

## メンバー
- 甲斐 一斗（かい かずと） 1987年9月9日（37歳）
  - ボーカル、キーボード、アコースティックギター、作詞、作曲、指揮棒担当。A型。東京都出身。
  - 指揮棒は、音楽を聴いている時につい手を動かしてしまう癖があることから、それを活かし、聴衆と同調するようなつもりで振っているという[5]。
  - 映画音楽、ゲーム音楽 『ファイナルファンタジー』 や 『クロノトリガー』、ポストロック 『MEW』 や 『シガー・ロス』 等が自身の音楽性のルーツと述べている[3][6]。
  - 英詞での作詞の際は、まず日本語で詞を書いてから翻訳していくという。
  - ギターは弾けるが、楽器に対する造詣はあまり深くないという[3]。
  - asobius を立ち上げる前は、ツインボーカル邦ロックバンド 『MotherMAN』 のスタッフをしていた[7]。
  - すあま、だんご、大福等の和菓子が好き。ただし、豆大福は嫌い[8]。

### 元メンバー
- 髙橋 真作（たかはし しんさく） 1990年3月11日（35歳）
  - ギター担当。A型。東京都出身。
  - mixiでのバンドメンバー募集により加入[5]。
  - 2017年12月18日の asobius one-man show 『DOORS』 をもって脱退。
  - 東京工学院ミュージック科ギター専攻卒[9]。
  - 松村拓人との弾き語りデュオ 『フタリ』 として活動している。
  - 愛猫家。ムーミンが好き。
- 杉本 広太（すぎもと こうた） 1989年9月30日（35歳）
  - ギター、作曲担当。O型。東京都出身。
  - Gt.髙橋の紹介により、2012年夏頃よりサポートメンバーとして加入したのち、正式メンバーとなる[10]。
  - 2016年8月22日のベリテンライブをもって脱退[11]。
  - 東放ミュージックカレッジ[注 4]ギター科卒。
  - 自身の音楽性のルーツは、ロックやメタルであると述べている[3][6]。
  - 専門学校在学中から4年間にわたり、女性ボーカルとアコースティックユニットを組んでいた[3][12]。
  - 兄二人の影響を受け、中学のころからギターを始める[13]。
  - 緑色が好きとTwitterなどで公言している。
- 海北 真（かいほく まこと） 1987年12月8日（37歳）
  - ベース担当。O型。東京都出身。
  - Vo.甲斐とは共通のバンド仲間を通じて知り合い、バンド加入の誘いを受ける[10]。
  - 2017年12月18日の asobius one-man show 『DOORS』 をもって脱退。
  - ミューズ音楽院プレーヤー科ベース専攻卒[14]。
  - 『ジャミロクワイ』 などのアシッドジャズが自身の音楽性のルーツと述べている[3][6]。
  - 『LOST IN TIME』 海北大輔とは従兄弟にあたる[15]。
  - 中学3年時の文化祭をきっかけにベースを始める[13]。
  - 小学校から高校まで野球部に所属しており、子供の頃の将来の夢はプロ野球選手だった[16]。
  - アニメ好き。アニヲタと自称している。
- 石川 直吉（いしかわ なおきち） 1991年2月27日（34歳）
  - ドラム、カホン[注 5]担当。A型。東京都出身。
  - 2015年3月5日の宮下孝太の脱退に伴い、サポートドラムとして参加した後、2015年4月14日に正式メンバーとして加入[2]。
  - 2017年12月18日の asobius one-man show 『DOORS』 をもって脱退。
  - 本名は直樹であるが、普通すぎてつまらないとの理由から、直吉を名乗っている[17]。
  - ミューズ音楽院 プレーヤー科ドラム専攻卒[18]。前Dr.宮下とは同期で同じクラスだった[19]。
  - ディズニー、ホワイトチョコレート、ラフランス、キットカット、白桃が好き[20][注 6]。
  - 小学校から中学までは、野球部に所属していた[21]。
  - 実家は東京都青梅市にあるつけ麺店「つけそば屋 麺楽」。
- 宮下 孝太（みやした こうた） 1990年6月10日（35歳）
  - ドラム担当。東京都出身。
  - Gt.髙橋の紹介により加入[10]。
  - ライブや楽曲の制作を進めていく中で、方向性の違いが生じたことから、2015年3月、脱退[22]。
  - ミューズ音楽院プレーヤー科ドラム専攻卒[23]。

## 来歴
- 2011年 10月頃、甲斐一斗 (Vo.) を中心に結成。
- 2012年 7月、初ライブ＆自主無料 1st デモシングル 『I'm in the love』 発表。
- 2013年  初頭、RX-RECORDSと契約[24]。
  - 5月29日、デビューミニアルバム 『Rainbow』 (RX-074) リリース。
    - タワレコメンに選ばれる[25]。
    - HMV激押しインディーズPICKUPに選ばれる[26]。

  - 6月9日、SAKAE SP-RING 2013 に出演。
  - 9月18日、1st シングル 『starlight』 (RX-082) リリース
    - ニッポン放送 優秀新人 9月度に選ばれる[27]。

  - 12月、初の自主企画ライブ 『Rave LOVE-to-LOVE』 ツアーを東名阪で開催。
- 2014年
  - 3月19日、1st アルバム 『pray & grow』 (RX-085,086) をリリース。
  - 5月25日、TOKYO METROPOLITAN ROCK FESTIVAL 2014 に出演。
  - 6月8日、SAKAE SP-RING 2014 に出演。
  - 6月、東阪にて『pray & grow』 リリースライブ『life is growing』 を開催。
  - 9月20日、2nd シングル 『universurf』 (RX-094) リリース
  - 12月12日、初ワンマンライブ 『little revolution』 を開催。
- 2015年
  - 2月25日、3rd シングル 『window』 (RX-099) リリース
  - 3月5日、宮下孝太 (Dr.) 脱退[28]。
  - 4月14日、石川直吉 (Dr.) が加入[2]。
  - 4月22日、2nd アルバム 『ultrarium』 (RX-105) をリリース
  - 5月9日、RUSH BALL☆R に出演。
  - 6,7月、東名阪にて 『ultrarium』 リリースツアー 『asobi museum』 を開催。
- 2016年
  - 4月13日、2nd ミニアルバム『parade of life』 (RX-119) をリリース。
  - 6月4日、SAKAE SP-RING 2016 に出演。
  - 6月5日、百万石音楽祭2016〜ミリオンロックフェスティバル〜 に出演。
  - 6月6日、杉本広太 (Gt.) が8月までの活動をもって脱退することを発表[11]。
  - 6,7月、『parade of life』 リリース全国ツアー『asobi parade』 を開催。
  - 8月22日、杉本広太 (Gt.) 脱退。
- 2017年
  - 6月3日、SAKAE SP-RING 2017 に出演。
  - 7月19日、3rd フルアルバム『YES』 (RX-133) をリリース。
  - 9月、asobius tour 2017 『we need YES』 を開催。
  - 10月4日、甲斐一斗 (Vo.) 以外のメンバーが年内の活動をもって脱退することを発表。
  - 12月18日、4人体制最後のライブとなる asobius one-man show 『DOORS』 を開催。高橋真作 (Gt.)、海北真 (Ba.)、石川直吉 (Dr.) 脱退。

## タイアップ
| 曲名            | タイアップ | 収録アルバム        |
| --------------- | --- | ------------------- |
| I'm in the love | 関西テレビ「音エモン」 2013年6月度エンディングテーマ                                                                                             | rainbow pray & grow |
| starlight       | エフエム東京 「RADIO DRAGON」、エフエム群馬 「KAMINARI RECORDS」 2013年9月度エンディングテーマ MRT宮崎放送、エフエム長崎 2013年9月度パワープレイ | pray & grow         |
| universurf      | 松本山雅FC 「スカパー！ Ｊリーグ 2014 松本山雅篇」 TVCM                                                                                          | ultrarium           |
| window          | 日本コカ・コーラ 「い・ろ・は・す」 TVCM | ultrarium           |
| love of blue    | ムラサキスポーツ 「MIZUGI collection 2015」 PVソング                                                                                             | ultrarium           |
| moments         | ムラサキスポーツ 「MIZUGI collection 2015」 CMソング                                                                                             | ultrarium           |
| future          | 広島エフエム放送 「大窪シゲキの9ジラジ」 2016年4月度エンディングテーマ                                                                           | prade of life       |
| big love lovers | FM-N1 2016年4月度パワープレイ | prade of life       |